# Бреб
Бреб (рум. Breb) — село у повіті Марамуреш в Румунії. Входить до складу комуни Окна-Шугатаг.
Село розташоване на відстані 405 км на північний захід від Бухареста, 25 км на схід від Бая-Маре, 110 км на північ від Клуж-Напоки.

## Населення
За даними перепису населення 2002 року у селі проживали 1184 особи, з них 1182 особи (99,8%) румунів. Рідною мовою 1182 особи (99,8%) назвали румунську.